# Franziska Roth (Politikerin, Mai 1964)
Franziska Roth (* 1. Mai 1964; heimatberechtigt in Reigoldswil) ist eine Schweizer Juristin, Mediatorin und ehemalige Politikerin (parteilos, zuvor SVP). Vom 1. Januar 2017 bis zum 31. Juli 2019 war sie im Aargauer Regierungsrat, aus dem sie nach einer politischen Krise vorzeitig zurücktrat.

## Leben und Beruf
Franziska Roth besuchte von 1980 bis 1984 die Handelsmittelschule KV Liestal sowie von 1990 bis 1993 ein staatliches Abendgymnasium und arbeitete nebenher als Kauffrau. Von 1993 bis 1998 studierte sie Rechtswissenschaften an der Universität Basel. Die Aargauer Anwaltsprüfung bestand sie 2002. Es folgten mehrere Praktika im Rechtsbereich sowie verschiedene juristische und kaufmännische Temporäreinsätze. Von 2001 bis 2005 war sie juristische Sekretärin in der Baudirektion des Kantons Zürich.
Von 2005 bis 2008 arbeitete sie selbständig als Anwältin in Zug und Rheinfelden. Von 2008 bis 2010 war sie Präsidentin des Arbeitsgerichts Brugg sowie bis 2016 Präsidentin des Bezirksgerichts Brugg.
Roth ist seit 2016 mit Berufsmilitär und Zürcher Ex-Kantonsrat Rolf André Siegenthaler (SVP) verheiratet und hat einen Sohn aus einer früheren Beziehung. Sie lebt im Kanton Zürich, zuvor in Rothrist.
Nach ihrer Politikkarriere bildete sich von 2019 bis 2020 zur Mediatorin weiter, 2020 eröffnete sie ein Anwaltsbüro in Dielsdorf ZH und bietet ihre Dienste als Mediatorin und Anwältin an.

## Politik: Regierungsrätin
Franziska Roth wurde 2016 für die Legislatur 2017 bis 2020 als SVP-Kandidatin in den Aargauer Regierungsrat gewählt, wo sie dem Departement für Gesundheit und Soziales vorstand. Als politischen Prioritäten gab sie an: Asyl-, Sozial-, Gesundheits- und Sicherheitspolitik.
Schon kurz nach ihrem Amtsantritt begann «die Kritik an der Regierungsrätin. Für ihre Amtsführung. Für ihr Kommunikationsverhalten. Für ihr Gebaren als Departementschefin.» Im März wurde Roth im Parlament von mehreren Fraktionen «heftig abgekanzelt». Dann entzog der Regierungsrat Roth ihr «wichtigstes Dossier, das Kantonsspital Aarau», und ordnete eine Untersuchung an.
Im April trat Roth überraschend aus der SVP aus, weil diese sie zum Rücktritt gedrängt habe. Die SVP Aargau warf der Regierungsrätin darauf vor, es mangle ihr an «Willen, Interesse und Talent», und entschuldigte sich bei der Aargauer Bevölkerung für Roths Nomination. Roth erklärte, sie bleibe bis ans Ende der Legislatur. Am 19. Juni trat Franziska Roth nach «eine[r] monatelange[n] Kontroverse um ihre Person» aus dem Regierungsrat zurück.

## Politischer Werdegang
- Vorstand SVP Stadt Brugg (2008–2014)[2]
- Vorstand SVP Bezirk Brugg (2008–2017)[2]
- Einwohnerrätin Brugg (2009–2012)[2]
- Nationalratskandidatur (2011)[2]
- Bezirksvertreterin SVP Frauen Aargau (2011–April 2019)[2]
- Kantonalvorstand SVP Aargau (2011–April 2019)[2]
- Regierungsrätin (Januar 2017–Juli 2019)

## Namensvetterin
Im benachbarten Kanton Solothurn gehörte mit der 1966 geborenen Franziska Roth (SP) eine gleichnamige Politikerin dem Kantonsrat an; sie ist inzwischen Ständerätin. Dies führte gelegentlich zu Verwechslungen.